# Batu Pahat
Koordinaten: 1° 51′ N, 102° 56′ O

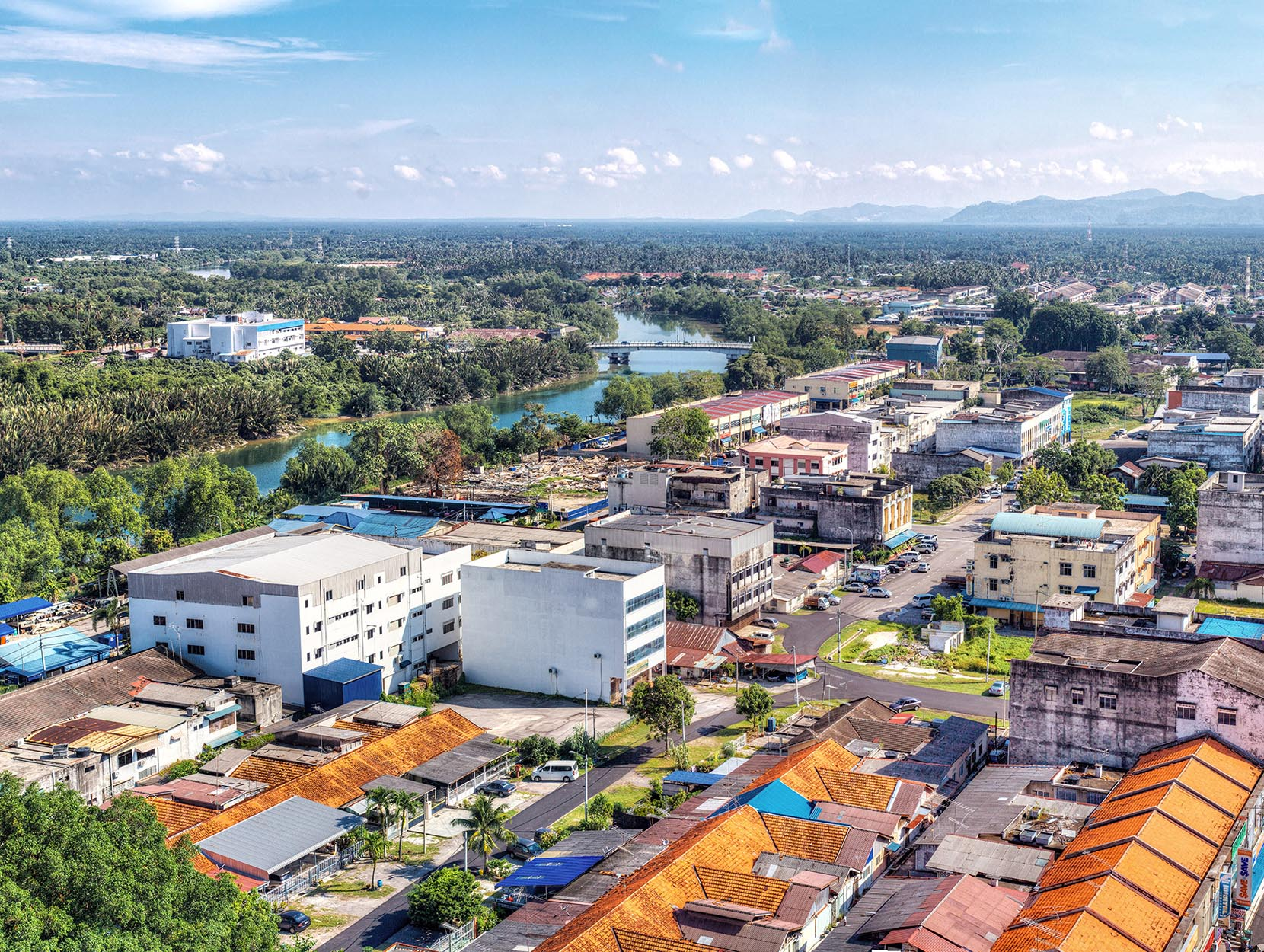
Batu Pahat

Batu Pahat ist eine Stadt an der Nordwestküste des Bundesstaates Johor in Malaysia. In Batu Pahat leben 495.338 Menschen (Stand: 2020). Der Name von der Stadt bedeutet im Malaiischen „gemeißelter Felsen“. Seit 2009 ist Batu Pahat der zwanzigstgrößte Ballungsraum in Malaysia in Bezug auf die Bevölkerung.
Der Name Batu Pahat bedeutet auf Malaiisch „gemeißelter Stein“. Der Ursprung dieses Namens lässt sich auf eine Sage im Jahr 1546 zurückführen, als die einfallenden siamesischen Truppen unter Admiral Awi Di Chu, während ihrer Belagerung der Malakka, an einem felsigen Ort im Küstendorf Kampung Minyak Beku Steine meißelten, in der Hoffnung, frisches Wasser zu erhalten.

## Persönlichkeiten
- Daud Ibrahim (1947-2010), Radrennfahrer